# تیرگان

تیرگان یکی از جشن‌های ایرانی است که در تیرروز از تیرماه برابر با ۱۳ تیر در گاهشماری ایرانی برگزار می‌شود. این جشن در گرامی‌داشت تیشتر (ستارهٔ باران‌آور در فرهنگ ایرانی و ادیان میترایی و زرتشتی) است و برپایهٔ آیین و تَراداد در روز تیر از ماه تیر  که برابر با دهمین روز از تقویم خورشیدی است، انجام می‌پذیرد.
در برخی از آثار تاریخی عصر اسلامی مناسبت جشن تیرگان به تیراندازی و کمان کشیدن آرش کمانگیر و پرتاب تیر از فراز البرز توسط او نسبت داده شده‌است. همچنین جشن تیرگان به گزارش ابوریحان بیرونی در آثارالباقیه، روز بزرگداشت جایگاه و جاور نویسندگان در ایران باستان بوده‌است.
امروزه ایرانیان در مناطقی مانند اردکان، میبد، یزد، کاریزات، کرمان، بم، شیراز، اصفهان، تهران اهواز، منطقه فراهان و پارسیان اروپا و آمریکا در روز تیرگان جشن‌هایی برگزار می‌کنند. همچنین جشن تیرما سیزه شو در مازندران، گیلان و سنگسر (مهدیشهر امروزی) نیز اگرچه در ۱۳ آبان‌ماه پاییز برگزار می‌شود، اما با جشن تیرگان و روایت‌های اسطوره‌ای مربوط به ستاره و ایزد تیشتر مرتبط دانسته شده‌است.

## زمان برگزاری
این جشن در گرامی داشت تیشتر (ستارهٔ باران‌آور در فرهنگ ایرانی) است و برپایه تراداد در روز تیر (روز سیزدهم) از ماه تیر انجام می‌پذیرد. در تواریخ سنتی تیرگان روز کمان کشیدن آرش کمانگیر و پرتاب تیر از فراز البرز است. همچنین جشن تیرگان به گزارش ابوریحان بیرونی در آثارالباقیه، روز بزرگداشت جایگاه نویسندگان در ایران باستان بوده‌است. (آثارالباقیه، فصل نهم، بخش عید تیرگان). موبد کورش نیکنام برگزاری جشن‌ها با استفاده از گاهشماری‌های ترادادی با ماه‌های ۳۰ روزه را بی‌نگرشی به دانش ستاره شمری و دستاوردهای خیام و انگیزه ناهماهنگی در جشن‌ها دانسته و بایستگی نگرش به گاهشماری کشوریک و ترادادی با ماه‌های ۳۱ روزه را یادآور شده‌است. (برای آگاهی از فهرست و زمان همه جشن‌های ملی بنگرید به صفحه جشن‌های ایرانی).
در مازندران نیز جشن تیرگان با نام تیرماه سیزده شو در شب سیزدهم تیر ماه برگزار می‌شود. بر پایه گاهشماری باستانی مازندران شب سیزدهم تیرماه از ماه‌های گاهشماری مازندرانی که با تیرماه خورشیدی دگردیسه است جشن تیرماه سیزه شو در مازندران برگزار می‌شود. این جشن را تیرگان نیز می‌نامند چون سیزدهمین روز هر ماه کهنه و گذشته نیز تیر نامگذاری شده‌است و هم‌زمان شدن نام روز با نام ماه را به عنوان تیرگان جشن می‌گیرند.
بهار مختاریان باور دارد که جشن تیرگان در بنیاد جشن انقلاب تابستانی در آغاز تیرماه بوده‌است، آنچنان که امروزه همه ساله در فراهان در یکم تیر ماه برگزار می‌شود و اینچنین از گذشته تا امروز به جای مانده‌است. افزون بر این، مردم کاریزات (بخشی در۱۲۰ کیلومتری یزد) نیز آن را در روز اول تیرماه، با نام «آب، تیر، ماهی» برگزار می‌کنند.
مردم مهدیشهر (سنگسر) نیز این جشن باستانی را به نام جشن تیر مُ ای سیزده در گاهشمار ۲۲ آبان همزمان با روز سیزدهم ماه اوریا گاهشماری سنگسری در کالبد جشنواره برگزار می‌کنند. در این جشن آیینی غذای ویژه ای به نام سیزده تامو پخت می‌شود.

## آیین‌ها

### آب‌پاشی
این جشن در کنار آب‌ها، همراه با بزم‌هایی وابسته با آب و آب‌پاشی و آرزوی بارش باران در سال پیشِ رو همراه است و همچون دیگر جشن‌هایی که با آب در پیوند هستند، با نام همگانی «آبریزگان» یا «آب پاشان» یا «سر شوران» یاد شده‌است. مردم در این جشن با پاشیدن آب به یکدیگر، آرزوی باران و دوری از خشکسالی می‌کنند.
در برخی سامان‌ها و بومسارها مانند فراهان صدها سال است این جشن به شیوه با شکوه در آغاز تیر برگزار می‌شود. یکی از مناسک ویژه در جشن تیرگان فراهان رسم آب پاشان است که با آرزوی بارش مطلوب باران در سال پیش رو، برگزاری فال کوزه و دستبند تیر و باد همراه است.
جشن نوسردیل، که در ششم فروردین برگزار می‌شود نیز از جمله جشن‌های ایرانی است که از زمان مادها تاکنون برگزاری می‌شود و مراسم آب‌پاشی دارد. وارداوار نیز جشنی انبازگرانه میان ارمنیان و آشوریان است که با آبریزگان و تیرگان همانندیهایی دارد و در ماه ژوئیه برگزار می‌شود.

### فال کوزه
یکی دیگر از بزم‌های این جشن مانند بسیاری از جشن‌های ایرانی «فال کوزه» (چکُ دولَه) است.
روز پیش از جشن تیرگان، دوشیزه‌ای را برمی‌گزینند و کوزه سفالی سبز رنگ دهان گشادی به او می‌دهند که «دوله» نام دارد، او این ظرف (آوند) را از آب پاکیزه پر می‌کند و یک دستمال سبز ابریشمی را بر روی دهانه آن می‌اندازد آنگاه «دوله» را نزد همه کسانی که می‌برد که آرزویی در دل دارند و می‌خواهند در بزم «چک دولَه» باشندگی کنند و آن‌ها چیز یا پیکرک کوچکی مانند انگشتری، گوشواره، سنجاق سر، سکه یا مانند این‌ها در آب دوله می‌اندازند. سپس دختر دوله را به زیر درختی همیشه سبز چون سرو یا مورد می‌برد و در آن‌جا می‌گذارد. در روز جشن تیرگان و پس از بزم آبریزان، همه کسانی که در دوله چیزی انداخته‌اند و خواهش و آرزویی داشته‌اند در جایی گرد هم می‌آیند و دوشیزه، دوله را از زیر درخت به میان گروه می‌آورد. در این فال‌گیری بیشتر بانوان باشندگی می‌کنند و سال خوردگان با نوایی بلند به نوبت ترانه‌هایی می‌خوانند و دختر در پایان هر ترانه، دست خود را درون دوله می‌برد و یکی از چیزها را بیرون می‌آورد، به این گونه خاوند (صاحب) آن چیز درمیابد که ترانهٔ خوانده شده ز آن خواهش، خواسته و آرزوی او بوده‌است.

### دستبند تیر و باد
در آغاز جشن پس از خوردن شیرینی، بندی به نام «تیر و باد» که از ۷ ریسمان به ۷ رنگ دگردیسه بافته شده‌است به دست می‌بندند و در باد روز از تیرماه (۹ روز دیگر) این بند را باز کرده و در جای بلندی مانند پشت بام به باد می‌سپارند تا آرزوها و خواسته‌هایشان را به فرنام پیام‌رسان به همراه ببرد.
این کار با خواندن ترانه زیر انجام می‌شود:
تیر برو باد بیا غم برو شادی بیا
محنت برو روزی بیا خوشه مرواری بیا

## باورهای مردمی
در باورهای مردم، دربارهٔ جشن تیرگان دو روایت وجود دارد که روایت نخست همچنان که در بالا گفته شد مربوط به فرشته باران یا تیشتر است و دیگری دربارهٔ آرش کمانگیر و جنگ و ستیز میان ایران و توران.

### تیشتر
روایت مربوط به فرشته باران یا تیشتر روایت نبرد همیشگی میان نیکی و بدی ("تیشتر" در برابر "اَپوش") است. در اوستا، تیشتر یشت (تیر یشت)، تیشتر فرشته باران است که در ده روز اول ماه به چهره جوانی پانزده ساله در می‌آید و در ده روز دوم به چهره گاوی با شاخ‌های زرین و در ده روز سوم به چهره اسبی سپید و زیبا با گوش‌های زرین.
تیشتر به شکل اسب زیبای سفید زرین گوشی، با ساز و برگ زرین، به دریای کیهانی فرومی‌رود. در آنجا با دیو خشکسالی «اپوش» که به شکل اسب سیاهی است و با گوش و دم سیاه خود، ظاهری ترسناک دارد، روب‌رو می‌شود. این دو، سه شبانه روز با یکدیگر به نبرد برمی‌خیزند و تیشتر در این نبرد شکست می‌خورد، به نزد خدای بزرگ آمده و از او یاری و مدد می‌جوید و به خواست و قدرت پروردگار این بار بر اهریمن خشکسالی پیروز می‌گردد و آب‌ها می‌توانند بدون مانعی به مزرعه‌ها و چراگاه‌ها جاری شوند. باد ابرهای باران زا را که از دریای کیهانی برمی‌خواستند به این سو و آن سو راند، و باران‌های زندگی بخش بر هفت کشور زمین فرو ریخت و به مناسبت این پیروزی ایرانیان این روز را به جشن پرداختند.

## آرش کمانگیر

### تیریشت
در یشت‌ها ایزد تیشتر و آرش کمانگیر به روشنی با هم در پیوند هستند.
در کرده، ۹ بند ۳۷ آمده است: تشتر، ستاره رایومند فرهمند را میستاییم که شتابان بدان سوی گراید. چشت بدان سوی پرواز کند، تند به سوی دریای ّ فراخکرت تازد؛ مانند آن تیر در هوا پرآن که آرش تیرانداز، بهترین تیرانداز آریایی، از کوه ائیروخشوث به سوی کوه خوانونت انداخت.

### روایات دیگر
دربارهٔ آرش کمانگیر (آرش شیواتیر) اسطوره و قهرمان ملی ایرانیان است و اینکه میان ایران و توران سال‌ها جنگ و ستیز بود. در نبرد میان «افراسیاب» و «منوچهر»، شاه ایران، سپاه ایران شکست سختی می‌خورد؛ این رویداد در روز نخست تیر روی می‌دهد. سپاه ایران در مازندران به تنگنا می‌افتد و سرانجام دو سوی نبرد به سازش در می‌آیند و برای آنکه مرز دو کشور مشخص شود و ستیز از میان برخیزد می‌پذیرند که از مازندران تیری به جانب خاور (خراسان) پرتاب کنند هر جا تیر فروآمد همان‌جا مرز دو کشور باشد و هیچ‌یک از دو کشور از آن فراتر نروند؛ تا در این گفتگو بودند، سپندارمذ (ایزدبانوی زمین) پدیدار شد و فرمان داد تیر و کمان آوردند. آرش در میان ایرانیان بزرگ‌ترین کماندار بود و به نیروی بی‌مانندش تیر را دورتر از همه پرتاب می‌کرد. سپندارمذ به آرش گفت تا کمان بردارد و تیری به جانب خاور پرتاب کند. آرش دانست که پهنای کشور ایران به نیروی بازو و پرش تیر او بسته‌است و باید توش و توان خود را در این راه بگذارد.
او خود را آماده کرد، برهنه شد، و بدن خود را به شاه و سپاهیان نمود و گفت ببینید من تندرستم و کژی‌ای در وجودم نیست، ولی می‌دانم چون تیر را از کمان رها کنم همهٔ نیرویم با تیر از بدن بیرون خواهد آمد. آنگاه آرش تیر و کمان را برداشت و بر بلندای کوه دماوند برآمد و به نیروی خداداد تیر را رها کرد و خود بی‌جان بر زمین افتاد (درود بر روان پاک آرش و روان‌های پاک همهٔ سربازان ایرانی).
هرمز، خدای بزرگ، به فرشتهٔ باد (وایو) فرمان داد تا تیر را نگهبان باشد و از آسیب نگه دارد. تیر از بامداد تا نیمروز در آسمان می‌رفت و از کوه و در و دشت می‌گذشت تا در کنار رود «جیهون» بر تنهٔ درخت گردویی که بزرگ‌تر از آن در گیتی نبود نشست. آنجا را مرز ایران و توران جای دادند و هر سال به یاد آن جشن گرفتند.
| از آن خوانند آرش را کمانگیر |  | که از آمل به مرو انداخت یک تیر |

با این وجود پژوهشگرانی مانند. ابوالقاسم اسماعیل‌پور ارتباط جشن تیرگان را با آرش کمانگیر رد کرده و معتقدند که این جشن تنها ریشه در اسطورهٔ تیشتر ایزد و ستارهٔ باران داشته و یکی انگاشتن آن با تیراندازی آرش در دوره‌های بعد و اولاً به دلیل مقایسهٔ سرعت حرکت و ستیز تیشتر با تیر آرش در تیشتر یشت اوستا، ثانیاً به خاطر یکی انگاشتن سیارهٔ عطارد و ستارهٔ تیشتر، ثالثاً به دلیل یکی انگاشتن سه واژهٔ تیشتر (ستارهٔ شعرای یمانی)، تیر (سیارهٔ عطارد) و تیر (سلاح) و رابعاً به دلیل ارتباط ستارهٔ تیشتر با تیر و کمان در اسطوره‌های مصری-بین‌النهرینی به وجود آمده‌است. به باور اسماعیل‌پور تیرگان را می‌باید تأثیری از نجوم مصری و بین‌النهرینی و جشن آغاز سال نوی مصری در ماه تموز به دلیل طغیان رود نیل، در ادیان میترایی و زرتشتی دانست.
اما برخی از پژوهشگران استدلال می‌کنند که داستان آرش کمانگیر با ایزد ویشنو در ریگودا دارای یک ریشه هستند و در پیوند با دوران یگانگی اقوام هند ایرانی هستند. چرا که ویشنو خدایی هندی و آرش کمانگیر خدایی انسانشده، نقش یکتایی را ادا می‌کنند. یکی سرزمین خدایان را به دست می‌آورد و دیگری پهلوانی است که سرزمین ایران را از دست تورانیان رها می‌کند. همچنین سلاح خدای ویشنو همانند آرش کمانگیر کمان است. و به دلیل وجود این داستان در ریگودا دیرینگی این داستان دسته کم به پنج هزار سال می‌رسد. و نمی‌توانسته از اقوام دیگری به اسطوره‌های هندو ایرانی آمده باشد.

## ثبت اثر
جشن تیرگان ذلف آباد فراهان به عنوان نخستین جشن تیرگان ایران در دیماه ۱۳۸۹ در فهرست میراث معنوی کشور به ثبت رسیده‌است. همچنین این آیین از استان گیلان با نام تیرماسینزه در فهرست میراث معنوی کشور به ثبت رسیده‌است.